# 2T Stalker
El vehículo 2T Stalker es un vehículo blindado de combate de reconocimiento que fue desarrollado como una iniciativa privada de Belarús Minotor Service Enterprise con la ayuda de Rusia.  El primer prototipo operativo se presentó en 2000. Se afirma que el blindaje frontal puede soportar munición de 35 mm. Además, el 2T tiene una protección a las minas comparable a la de los carros de combate. Sin embargo los diseñadores de Bielorrusia consideran que su protección primaria son la alta velocidad y maniobrabilidad. 
El Stalker 2T está armado con un cañón estabilizado de 30 mm y coaxialmente una ametralladora de 7,62 mm. Una característica única de este vehículo de reconocimiento blindado es que lleva dos misiles antitanque Ataka (AT-6 Spiral) y dos misiles antiaéreos Igla (SA-18 Grouse) en lanzadores retráctiles a ambos lados de una torre stealth. Los misiles realizan la recarga en el interior del casco. Además dispone también de un lanzagranadas automático de 30 mm. 
El sistema de observación se utiliza para operar las armas, y también para el seguimiento de objetivos y la vigilancia. La información de dicho reconocimiento se transmite automáticamente a un puesto de mando superior. La lucha contra la supervivencia se ve reforzada por la incorporación de las características stealth. El Stalker 2T ha reducido su firma radar, infrarroja y la firma óptica, por la forma del casco, sin bordes cortantes y materiales de recubrimiento especial.  También se emite un bajo nivel de ruido para ser un vehículo blindado oruga.  Hay detectores láser en todo el casco, que accionan lanzadores de granadas de humo, si un láser enemigo apunta al vehículo. 
La 2T Stalker tiene una tripulación de cinco soldados: comandante, artillero, conductor y dos exploradores. Este vehículo de reconocimiento blindado está equipado con un motor diésel, desarrollando una fuerza de 740 caballos.  Tiene un alcance máximo de 1000 km, y lleva municiones, agua y raciones para proporcionar apoyo logístico durante la operación. 
El vehículo utiliza un chasis de alta velocidad.  Algunos componentes del chasis son los utilizados en el sistema de defensa antiaérea ruso Tunguska.  Una suspensión hidroneumática que puede bajar el vehículo mientras se mueve a baja velocidad.  Vale la pena mencionar que el 2T Stalker es capaz de hacer saltos de 10 metros de altura. 
El Ejército de Bielorrusia ha realizado un pedido de un pequeño lote de 2T Stalkers, sin embargo, todavía no ha entrado en servicio. Este vehículo también se ofrece en el mercado de exportación, pero no ha habido ningún pedido todavía.